# Scott Coffey
Scott Coffey, né le 1er mai 1967 à Honolulu (Hawaï), est un acteur américain.

## Carrière
Scott Coffey est notamment connu pour avoir collaboré de nombreuses fois avec le cinéaste David Lynch. Il apparaît également dans plusieurs séries télévisées tel que Histoires fantastiques, dans un épisode réalisé par Robert Zemeckis, ou bien La Cinquième Dimension. 
Il a réalisé son premier film en 2005, Ellie Parker avec Naomi Watts.

## Vie privée
Il est en couple avec l'écrivain américain Blair Mastbaum (en). 

## Filmographie

### Cinéma

#### Acteur
- 1983 : Le Chevalier du monde perdu (Il Guerriero del mundo perduto) de David Worth : Un geek
- 1984 : Lola's Secret (Il peccato di Lola) de Bruno Gaburro : Albert
- 1986 : Cap sur les étoiles de Harry Winer : Le jardinier
- 1987 : La Folle Journée de Ferris Bueller (Ferris Bueller's Day Off) de John Hughes : Adams
- 1987 : L'Amour à l'envers (Some Kind of Wonderful) de Howard Deutch : Ray
- 1987 : Zombie High (en) de Ron Link (en) : Felner
- 1988 : Satisfaction de Joan Freeman : Nickie
- 1989 : Shag (en) de Zelda Barron (en) : Chip Guillyard
- 1989 : The Big Picture de Christopher Guest : Walter
- 1991 : Un cri du cœur (Shout) de Jeffrey Hornaday : Bradley
- 1993 : Cigarettes and Coffee de Paul Thomas Anderson (court-métrage)
- 1993 : Meurtre par intérim (The Temp) de Tom Holland : Lance
- 1993 : Wayne's World 2 de Stephen Surjik : Un métalleux
- 1994 : Une épouse trop parfaite (Dream Lover) de Nicholas Kazan : Billy
- 1995 : Un pas vers la liberté (Breaking Free) de David MacKay : Blitz
- 1995 : Tank Girl de Rachel Talalay : Donner
- 1997 : The Disappearance of Kevin Johnson (en) de Francis Megahy : L'ingénieur
- 1997 : Lost Highway de David Lynch : Teddy
- 2001 : Never Date An Actress de David Baer : Le petit ami (court-métrage)
- 2001 : Mulholland Drive de David Lynch : Wilkins
- 2002 : Rabbits de David Lynch : Jack (court-métrage)
- 2005 : Ellie Parker de lui-même : Chris
- 2006 : Inland Empire de David Lynch : Jack Rabbit (voix)
- 2006 : Normal Adolescent Behavior de Beth Schacter : Le professeur de philosophie
- 2013 : Adult World de lui-même : Le libraire
- 2016 : Unleashed (en) (Unleashed) de Finn Taylor (en) : L'homme en cuir

#### Réalisateur
- 2005 : Ellie Parker
- 2013 : Adult World

#### Scénariste
- 2005 : Ellie Parker
- 2008 : All God's Children Can Dance de Robert Logevall

### Téléfilms
- 1987 : Cameo by Night de Paul Lynch : Gordon Schwinn
- 1990 : Montana (en) de William A. Graham : Willie
- 1996 : Rolling Thunder de Ralph Hemecker (en) et P. J. Pesce (en) : Lewis
- 1998 : Le Secret de la route 9 (en) (Route 9) de David MacKay : Nate

### Séries télévisées
- 1985 : Christophe Colomb (mini-série, 4 épisodes) : Vallejo
- 1986 : Hôtel (saison 3, épisode 17) : Martin Fowler
- 1986 : Les Routes du paradis (saison 2, épisode 23) : Tim
- 1986 : Histoires fantastiques (saison 2, épisode 8) : Peter Brand
- 1987 : MacGyver (saison 2, épisode 12) : Michael Thornton
- 1987 : La Cinquième Dimension (saison 2, épisode 17) : Keith Barnes
- 1988 : Le Cavalier solitaire (saison 1, épisode 3) : Dick Bradley
- 1990 : The Outsiders (en) (saison 1, 6 épisodes) : Randy Anderson
- 1993 : SeaQuest, police des mers (épisode pilote) : Bobby
- 1995 : JAG (saison 1, épisode 7) : Caporal David Parr
- 1996 : L'Homme de nulle part (saison 1, épisode 14) : Gary Greer
- 2017 : Twin Peaks (saison 3, épisode 12) : Trick